# Хуліо Борхес
Хуліо Андрес Борхес Хуньєнт (ісп. Julio Andrés Borges Junyent; нар. 22 жовтня 1969, Каракас, Венесуела), більш відомий як Хуліо Борхес (ісп. Julio Borges) — венесуельський політик, юрист, Голова Національних Зборів Венесуели у 2017—2018 роках. Співзасновник партії « За справедливість», що входить до Круглого столу демократичної єдності . Видатна постать венесуельської демократичної опозиції, противник чинного президента Ніколаса Мадуро та уряду соціалістів .

## Життєпис
Хуліо Борхес народився 22 жовтня 1969 року в Каракасі у Венесуелі. 1992 року закінчив Католицький університет Андреса Белло, де вивчав право. Здобув освітній ступінь магістра філософії в Бостонському коледжі в 1994 році та магістра державної політики в Оксфордському університеті в 1996 році .
Одружений, має чотирьох дітей .

## Політична кар'єра
У 2000 році разом з Енріке Капрілесом та Леопольдо Лопесом став співзасновником партії "За справедливість " . У тому ж році обраний депутатом до Національних Зборів (парламенту) Венесуели, де до 2005 року представляв штат Міранда .
Спочатку збирався висунути свою кандидатуру на президентських виборах 2006 року, але потім підтримав Мануеля Росалеса, який став єдиним кандидатом від опозиції . Борхес був висунутий кандидатом у віце-президенти . Росалес програв вибори президенту Уго Чавесу .
В 2010 році знову був обраний депутатом парламенту . Незабаром після президентських виборів 2013 року він та інший опозиційний депутат Вільям Давіла постраждали у сутичці з депутатами від правлячої партії .
У 2016 році був вкотре побитий . У січні 2017 року Борхеса було обрано головою Національних Зборів Венесуели терміном на рік . У 2018 році його наступником став Омар Барбоса .
Був звинувачений у причетності до замаху на президента Мадуро . Як депутат Борхес мав депутатський імунітет. Однак голова Конституційних зборів Діосдадо Кабельйо сказав, що він «внесе до законодавства зміни», щоб позбавити Борхеса і депутата Хуана Рекесенса, обвинуваченого у тій же справі, захисту . Імунітет було знято наступного дня . Хуліо Борхес проживає у вигнанні в Колумбії .

## Премії
- Премія імені Сахарова (2017)